# Хилде Кревитс
Хилде Кревитс (на нидерландски: Hilde Crevits) е фламандски политик от партията Християндемократически и фламандски.

## Биография
Тя е родена на 28 юни 1967 г. в Торхаут, Западна Фландрия. През 1990 г. завършва право в Гентския университет, след което работи като адвокат. Последователно е депутат в провинциалния съвет на Западна Фландрия (1999 – 2004) и Фламандския парламент (от 2004), а през 2000 – 2007 г. е общински съветник в Торхаут. Тя е министър на обществените строежи, енергетиката и околната среда (2007 – 2009), министър на мобилността и обществените строежи (2009 – 2014) правителствата на Фламандския регион, водени от Крис Петерс.
От 2014 до 2019 г. е вицепремиер и министър на просветата във фламандското правителство на Герт Буржоа.